# Sexy Star
Dulce Maria García Rivas (née le 20 septembre 1982 à Monterrey) plus connue sous le nom de ring de Sexy Star est une catcheuse (lutteuse professionnelle), une boxeuse et une pratiquante d'arts martiaux mixtes mexicaine. Elle est essentiellement connue pour son travail à la Lucha Libre AAA Worldwide de 2007 à 2017.

## Jeunesse
Dulce Maria Garcia Rivas étudie à l'université autonome du Nuevo León et y obtient un bachelor en sciences de la communication. Elle pratique de nombreux sports de combat comme la boxe, le kickboxing et le muay-thaï aussi durant cette période,.

## Carrière de catcheuse
Dulce Maria García Rivas commence sa carrière de catcheuse en août 2006 sous le nom de Dulce Polly. Elle lutte à la Federacion Internacional de Lucha Libre (FILL) et y remporte le championnat féminin ainsi que le championnat par équipes mixte avec Humberto Garza Jr..

## Carrière de boxeuse
En 2017, Dulce Garcia décide de faire de la boxe et devient la première catcheuse à s'essayer à ce sport dans la catégorie des poids coqs. Elle s'entraîne pendant plusieurs mois auprès de Miguel González, l'entraîneur de son mari Jhonny González. Elle remporte son premier combat le 22 avril par décision unanime face à Yaneli Ceja Hernández.

## Carrière de pratiquante d'arts martiaux mixtes
Le 18 février 2019, la fédération d'arts martiaux mixtes mexicaine Combate Américas (en) annonce la signature d'un contrat pour plusieurs combats avec Dulce Garcia. Elle doit faire ses débuts le 12 avril face à Mariana Ruíz Ávila,. Le 12 avril, elle bat son adversaire par décision unanime. En novembre, Combate Américas annonce que Garcia va affronter Marisol Ruelas le 7 décembre.Anali Lopez Hernandez remplace son adversaire le 3 décembre à la suite d'une blessure à l'épaule de Ruelas. Le 7 décembre, elle remporte son second combat par soumission grâce à un étranglement en guillotine.
Le 27 avril 2021, Combate Global annonce l'organisation de Combate Latina, un évènement exclusivement féminin prévu trois jours plus tard. Garcia va y affronter Claudia Diaz, une pratiquante d'arts martiaux mixte et une kickboxeuse. Durant le deuxième round de leur combat, Garcia se retrouve au sol et Diaz lui assène plusieurs coups de poing à la tête. L'arbitre décide alors de mettre fin au combat.

## Vie privée
Elle est l'épouse du boxeur Jhonny González depuis 2015. Ils ont une fille née le 5 août 2013.

## Palmarès

### En arts martiaux mixtes
| 3 combats      | 2 victoires | 1 défaites |
| Par KO         | 0           | 1          |
| Par soumission | 1           | 0          |
| Sur décision   | 1           | 0          |

| Résultat | Record | Adversaire            | Méthode                                 | Événement                                | Date            | Round | Temps | Lieu                  | Notes |
| -------- | ------ | --------------------- | --------------------------------------- | ---------------------------------------- | --------------- | ----- | ----- | --------------------- | ----- |
| Défaite  | 2-1    | Claudia Diaz          | KO technique (coups de poing)           | Combate Global - Combate Latina          | 30 avril 2021   | 2     | 3:26  | Miami ( États-Unis)   |       |
| Victoire | 2-0    | Analí López Hernández | Soumission (étranglement en guillotine) | Combate Americas - Tito vs. Alberto      | 7 décembre 2019 | 1     | 2:47  | Hidalgo ( États-Unis) |       |
| Victoire | 1-0    | Mariana Ruíz          | Décision unanime                        | Combate Estrellas - Flores vs. Marroquin | 12 avril 2019   | 3     | 5:00  | Monterrey ( Mexique)  |       |

### En boxe
| Décision possible : KO • TKO (KO technique) • UD (décision aux points unanime) • MD (décision aux points majoritaire) • SD (décision aux points partagée) • D (match nul) • NC (sans décision) • RTD (abandon) |        |                       |      |       |                   |                                                      |       |
| Résultat | Record | Adversaire            | Type | Round | Date              | Lieu                                                 | Notes |
| Victoire | 4-0    | Moni Trejo            | TKO  | 3     | 9 juin 2018       | Gimnasio Nuevo León Unido, Monterrey                 |       |
| Victoire | 3-0    | Esperanza Resendiz    | MD   | 4     | 24 mars 2018      | Lienzo Charro, Saltillo                              |       |
| Victoire | 2-0    | Guadalupe Coral       | UD   | 4     | 30 septembre 2017 | Centro Regional de Deporte de Las Américas, Ecatepec |       |
| Victoire | 1-0    | Yanely Ceja Hernandez | UD   | 4     | 22 avril 2017     | Unidad Deportiva Martín Alarcón, Metepec             |       |

### En catch

#### Championnats et accomplissement
- Federacion Internacional de Lucha Libre (FILL)
  - 1 fois championne féminine de la FILL[16]
  - 1 fois championne par équipes mixte de la FILL avec Humberto Garza Jr.[17]
- Lucha Libre AAA Worldwide (AAA)
  - 3 fois championne Reina de Reinas de la AAA[18]
  - 1 fois championne du monde par équipes mixtes de la AAA avec Pentagon, Jr.[19]

#### Luchas de apuetas
| # | Résultat | Enjeu  | Adversaire (enjeu)                            | Date             | Lieu        | Notes |
| - | -------- | ------ | --------------------------------------------- | ---------------- | ----------- | --- |
| 1 | Victoire | Masque | Pancho Tequila et Mística (masque et cheveux) | 19 novembre 2005 | Monterrey   | Elle lutte sous le nom de Dulce Polly et fait équipe avec Black Dragón. Pancho Tequila se fait couper les cheveux tandis que Mística est démasquée. |
| 2 | Victoire | Masque | Fabi Apache (en)                              | 11 décembre 2009 | Madero      | |
| 3 | Victoire | Masque | Pimpinela Escarlata (en) (Cheveux)            | 18 mars 2012     | Zapopan     | Il s'agit d'un Domo de la Muerte comprenant des catcheurs et des catcheuses.                                                                        |
| 4 | Victoire | Masque | Super Fly (masque)                            | 7 février 2015   | Los Angeles | |